# Hans Samelson
Hans Samelson (Estrasburgo, 3 de março de 1916 — Palo Alto, 22 de setembro de 2005) foi um matemático alemão radicado nos Estados Unidos.
Trabalhou com geometria diferencial, topologia e teoria de grupos de Lie e álgebras de Lie.

## Publicações
- «A note on Lie groups». Bull. Amer. Math. Soc. 52 (10): 870–873. 1946. MR 0018650
- «Topology of Lie groups». Bull. Amer. Math. Soc. 58 (1): 2–37. 1952. MR 0045129
- «On Darboux's lemma». Proc. Amer. Math. Soc. 70 (2): 126–128. 1978. MR 0474367
- «Darboux's lemma once more». Proc. Amer. Math. Sco. 123 (4): 1253–1255. 1995. MR 1246536
- Notes on Lie Algebras
- Selected Chapters on Geometry (translation by Hans Samelson)
- Hans Samelson, renowned mathematician, dead; Nov. 6 memorial service set